# Gouvernement Théodore Steeg
Troisième République
Gouvernement André Tardieu II Gouvernement Pierre Laval I
Le gouvernement Théodore Steeg est le gouvernement de la République française (Troisième République) du 13 décembre 1930 au 22 janvier 1931. 

## Composition
| Portefeuille                                                                | Titulaire | Titulaire                                              | Parti |
| --------------------------------------------------------------------------- | --------- | ------------------------------------------------------ | ----- |
| Président du Conseil                                                        |           | Théodore Steeg                                         | PRRRS |
| Ministres                                                                   |           |                                                        |       |
| Ministre de la Justice                                                      |           | Henry Chéron                                           | AD    |
| Ministre de l'Intérieur                                                     |           | Georges Leygues                                        | AD    |
| Ministre des Affaires étrangères                                            |           | Aristide Briand                                        | PRS   |
| Ministre des Finances                                                       |           | Louis Germain-Martin                                   | RI    |
| Ministre du Budget                                                          |           | Maurice Palmade                                        | PRRRS |
| Ministre de la Guerre                                                       |           | Louis Barthou                                          | AD    |
| Ministre de la Marine militaire                                             |           | Albert Sarraut                                         | PRRRS |
| Ministre de l'Air                                                           |           | Paul Painlevé                                          | PRS   |
| Ministre de l'Instruction publique et des Beaux-Arts                        |           | Camille Chautemps                                      | PRRRS |
| Ministre des Travaux publics                                                |           | Édouard Daladier                                       | PRRRS |
| Ministre de l'Économie nationale, du Commerce et de l'Industrie             |           | Louis Loucheur                                         | RI    |
| Ministre de l'Agriculture                                                   |           | Victor Boret                                           | AD    |
| Ministre du Travail, de l'Hygiène et de la Prévoyance Sociale               |           | Édouard Grinda                                         | AD    |
| Ministre de la Santé publique                                               |           | Henri Queuille                                         | PRRRS |
| Ministre des Pensions                                                       |           | Robert Thoumyre (jusqu'au 23 décembre 1930)            | AD    |
| Ministre des Pensions                                                       |           | Maurice Dormann                                        | RI    |
| Ministre des Postes, Télégraphes et des Téléphones                          |           | Georges Bonnet                                         | PRRRS |
| Ministre de la Marine marchande                                             |           | Charles Daniélou                                       | RI    |
| Sous-secrétaires d’État                                                     |           |                                                        |       |
| Sous-secrétaire d’État à la Présidence du Conseil                           |           | Paul Marchandeau                                       | PRRRS |
| Sous-secrétaire d’État aux Colonies                                         |           | Auguste Brunet                                         | PRRRS |
| Sous-secrétaire d’État à l'Intérieur                                        |           | René Coty (jusqu'au 23 décembre 1930)                  | AD    |
| Sous-secrétaire d’État à l'Intérieur                                        |           | Ernest Bréant                                          | AD    |
| Sous-secrétaire d’État à la Guerre                                          |           | Léon Millot                                            | RI    |
| Sous-secrétaire d’État à la Marine militaire                                |           | Jacques Stern (à partir du 23 décembre 1930)           | AD    |
| Sous-secrétaire d’État à l'Enseignement technique                           |           | Antoine-Frédéric Brunet                                | PSF   |
| Sous-secrétaire d’État aux Beaux-Arts                                       |           | Adrien Berthod                                         | PRRRS |
| Sous-secrétaire d’État à l'Éducation physique                               |           | Pierre Tricard-Graveron (à partir du 23 décembre 1930) | AD    |
| Sous-secrétaire d’État aux Travaux publics et au Tourisme                   |           | Gaston Gourdeau                                        | RI    |
| Sous-secrétaire d’État à l'Économie nationale, au Commerce et à l'Industrie |           | Léon Meyer                                             | PRRRS |
| Sous-secrétaire d’État à l'Agriculture                                      |           | Camille Cautru (jusqu'au 23 décembre 1930)             | FR    |
| Sous-secrétaire d’État à l'Agriculture                                      |           | Étienne Charlot                                        | RI    |
| Sous-secrétaire d’État au Travail et à la Prévoyance sociale                |           | Auguste Mounié                                         | PRRRS |

## Fin du gouvernement et passation des pouvoirs
Lors de la deuxième séance du 22 janvier 1931, le Gouvernement est mis en minorité à la Chambre des députés sur le vote d'un ordre du jour motivé dénonçant la politique agricole du Gouvernement (293 voix contre 283). Le Gouvernement ayant posé la question de confiance, il remet sa démission le jour même. Pierre Laval est nommé Président du Conseil le 27 janvier 1931. 